# تدوير الإبهام

صورة متحركة لتدوير الإبهام

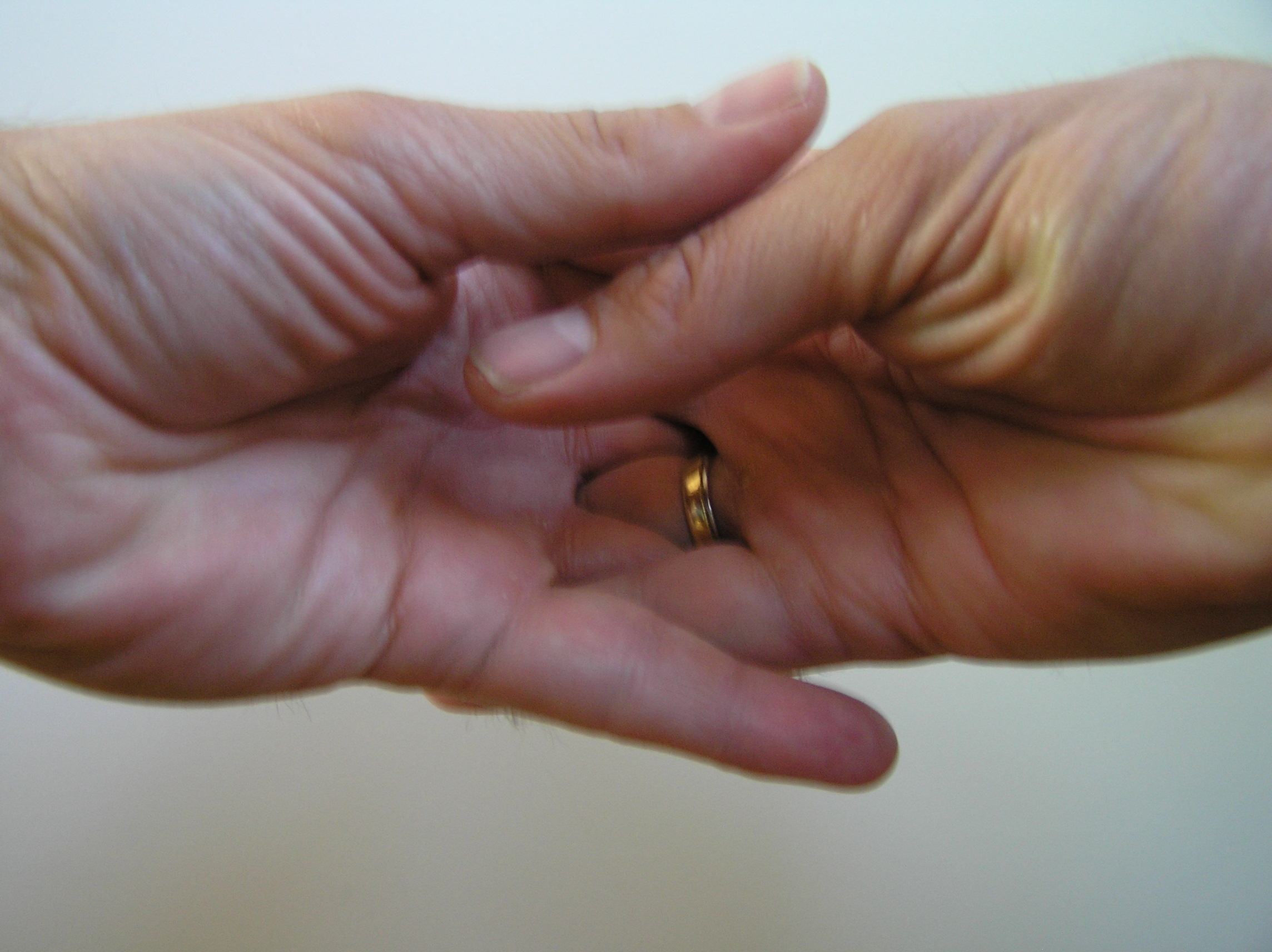
موقع الأصابع والإبهام أثناء التدوير

تدوير الإبهام هو نشاطٌ يجريه الشخص بيديه، حيث تتشابك أصابع اليد ويدور الإبهامان حول نقطةٍ مشتركة، وعادةً ما تكون في منتصف المسافة بينهما. يعبر هذا النشاط أنَّ الشخص لديه قدرٌ معتدلٌ من البراعة اليدويَّة، إلا أنه أيضًا يستخدم غالبًا مثالًا على الأنشطة عديمة الفائدة المُضيعة للوقت.

## الاستخدامات الطبية
يمكن استخدام تدوير الإبهام اختبارًا بسيطًا للبراعة اليدويَّة.

## التدوير بشكلٍ عكسي
يتضمن الدوران في اتجاهٍ معاكس [الإنجليزية]
 تحريك الإبهامين في اتجاهين متضادين (متعاكسين)، وعلى الرغم أنَّ تحريك الإبهامين أمرٌ طبيعي لدى الجميع تقريبًا، إلا أنه من النادر جدًا أن يتمكن الأشخاص من تحريك إبهامهم بشكلٍ طبيعي في الاتجاه المعاكس دون قضاء قدر كبير من الوقت في التدريب على التقنية الجديدة. وعادةً ما يجتاز الشخص نصف دورة قبل أن يتمكن كلا الإبهامين من مزامنة الاتجاهات بشكلٍ لا يمكن تفسيره. كما تحدث ظاهرة مماثلة عند استخدام حركات مماثلة للأصابع أو الذراعين.